# Antes de las seis
Singles de Shakira
Rabiosa
(2011) Je l'aime à mourir
(2011)
Pistes de Sale el Sol & Live from Paris
Gordita
Antes de Las Seis est le 4e single extrait de l'album Sale el Sol de Shakira, sorti le 24 octobre 2011.

## Clip
Le clip a été tourné en live durant le Sale El Sol World Tour lors du passage de Shakira au Palais Omnisports de Paris Bercy les 13 et 14 juin 2011. Il fait d'ailleurs partie intégrante du DVD live enregistré au même moment : Live from Paris. On y voit simplement Shakira interpréter le titre vêtue d'une magnifique robe bleue.
Le clip a été ajouté au compte Youtube officiel de Shakira le 2 novembre 2011. Il compte aujourd'hui plus de 12 millions de vues.

## Répartition de la Chanson
Antes de Las Seis est le quatrième single de L'album Sale el Sol. Mais aussi le premier de son Album Live Live from Paris.

## Liste des pistes
Téléchargement digital
| No | Titre       | Réalisateur artistique | Durée |
| -- | ----------- | ---------------------- | ----- |
| 1. | Sale el Sol | Shakira, Ochoa         | 3:21  |

## Classements
| Classement (2010/11)            | Meilleure position |
| ------------------------------- | ------------------ |
| Belgique (Wallonie Ultratip 50) | 15                 |
| Brésil (Billboard Hot 100)      | 23                 |
| Mexique                         | 1                  |
| Espagne (PROMUSICAE)            | 8                  |
| Espagne Classement single       | 1                  |
| États-Unis (Hot Latin Songs)    | 10                 |
| États-Unis (Latin Pop Airplay)  | 2                  |

| Classement (2011)            | Position |
| ---------------------------- | -------- |
| Espagne                      | 38       |
| États-Unis (Latin Songs)     | 54       |
| États-Unis (Latin Pop Songs) | 23       |